# Kristian Middelboe
Kristian Middelboe (ur. 24 marca 1881 w Brunnby, zm. 20 maja 1965 we Frederiksbergu) – duński piłkarz występujący podczas kariery na pozycji obrońcy.
Srebrny medalista z Letnich Igrzysk Olimpijskich 1908 w Londynie. Musieli uznać wyższość tylko gospodarzy turnieju – Brytyjczyków. Całą swoją karierę klubową spędził w Kjøbenhavns Boldklub. Jego brat Nils Middelboe również był piłkarzem, dwukrotnym medalistą olimpijskim.